# بلومفیلد (کنتاکی)
بلومفیلد (به انگلیسی: Bloomfield) شهری در ایالت کنتاکی کشور ایالات متحده آمریکا است که جمعیت آن در سرشماری سال ۲۰۱۰ میلادی، ۸۳۸ نفر بوده‌است.